# Inneraigen
Inneraigen ist eine Streusiedlung und eine Katastralgemeinde der Gemeinde Aspangberg-St. Peter in Niederösterreich.

## Geografie
Die aus mehreren Einzellagen bestehende Siedlung befindet sich zwischen St. Peter am Wechsel und Aspang-Markt.

## Geschichte
Im Jahr 1822 wurde der Ort als Streusiedlung mit 19 Häusern genannt, die nach Aspang eingepfarrt war und wohin auch die Kinder eingeschult wurden. Die Herrschaft Aspang besaß die Ortsobrigkeit, übte die Landgerichtsbarkeit aus, besorgte die Konskription und hatte die Grundherrschaft inne. Laut Adressbuch von Österreich waren im Jahr 1938 in Inneraigen zwei Gastwirte, ein Gemischtwarenhändler, ein Holzhändler, ein Holzschleifer, ein Lebzelter und Wachszieher, zwei Schuster, ein Tischler und mehrere Landwirte ansässig. Weiters gab es um den Ort drei Sägewerke.